# 척사윤음

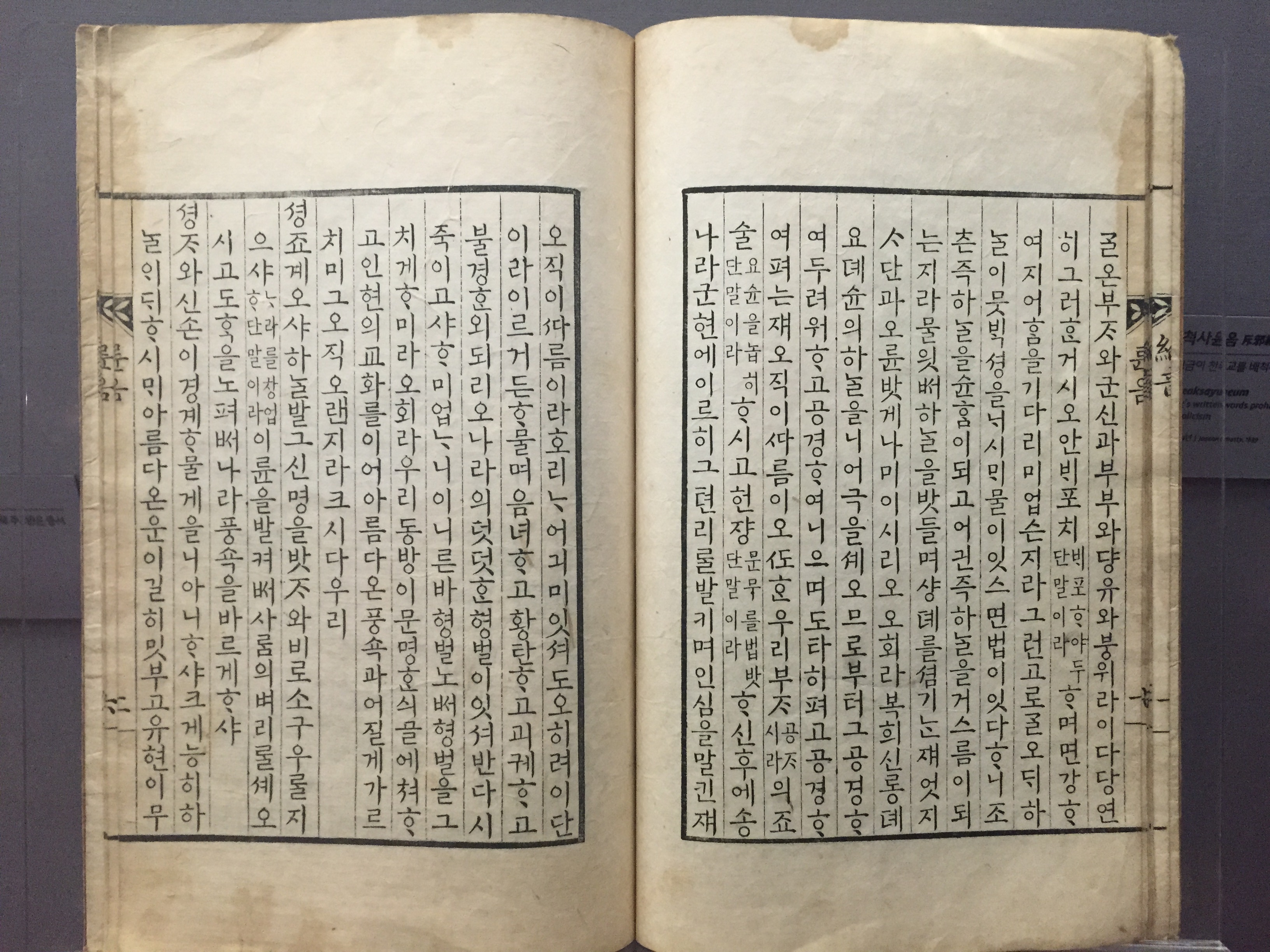
국립한글박물관 소장 《척사윤음》

《척사윤음》(斥邪綸音)은 1839년(헌종 5년) 서교를 배척하기 위하여 국민에게 내린 말을 모은 책이다.
태조 이후 역대의 교훈·격언을 모아 사(邪)의 폐독을 지적하고 귀정(歸正)의 길을 가르친 것이다. 검교제학 조인영이 건의한 것으로 한글로 번역하여 대중이 알기 쉽게 하였다.